# Acalolepta densepunctata
Acalolepta densepunctata là một loài bọ cánh cứng trong họ Cerambycidae.